# Église réformée évangélique lituanienne
La Lietuviu Evangeliku Reformatu Baznycia-JAV (Église réformée évangélique lituanienne ou Lithuanian Evangelical Reformed Church) est une église réformée des États-Unis. Elle maintient des liens forts avec le Synode de l'Église réformée en Lituanie. Elle est présente essentiellement dans l'Illinois et entretient des liens avec les églises membres de la PCUSA de la région de Chicago, mais aussi avec les églises des Lituano-Américains membres de l'Église luthérienne - Synode de Missouri.